# Lorette (patronyme)
Pour les articles homonymes, voir Lorette et Notre-Dame-de-Lorette.
Lorette est un nom de famille français connu dans différents pays, surtout européens.

## Occurrence
En France, les « Lorette » ne sont qu'environ 650 personnes.
Les « Lorette » ont voyagé et le nom s'est exporté à travers le monde au fil des siècles pour arriver aux États-Unis ou au Canada par exemple. De ce fait, de nombreuses communes ou lieux sur la planète en sont issus,, (cf. Lorette ).

## Étymologie
Le nom « Lorette » date du Moyen Âge. Il est surtout fréquent dans le Nord de la France et spécialement dans le Nord-est, en Lorraine (3 départements) et en Champagne-Ardenne (2 départements).
Le nom « Lorette » a souvent un rapport avec le pèlerinage de Notre-Dame-de-Lorette en Italie et aux nombreux édifices religieux qu'il a inspirés (cf. Notre-Dame-de-Lorette (homonymie)  ».
Il faut également noter qu'en Lorraine, la « lorête » est un vent très froid.
Enfin, il faut envisager l'origine de « Lauret », « Laurette », diminutifs du nom de baptême Laur.

## Variantes
- Lorrette[7].
- Laurette.
- Laurett.